# Rita Lakatos
Rita Lakatos (* 6. Juli 1999 in Dunajská Streda, Slowakei) ist eine ehemalige ungarische Handballspielerin.

## Karriere

### Im Verein
Rita Lakatos begann das Handballspielen in Ungarn bei Győri ETO KC. Mit Győri stand sie 2016 im Finale der EHF Champions League, unterlag hier jedoch dem CSM Bukarest. Zudem gewann sie mit Győri die ungarische Meisterschaft und den Pokal. Die Saison 2016/17 verbrachte sie auf Leihbasis beim ungarischen Verein Mosonmagyaróvári KC SE. In der Saison 2017/18 wurde sie erneut verliehen, diesmal lief sie für Váci NKSE auf. Ab 2018 sollte sie für zwei Jahre für Byåsen IL in Norwegen spielen, aber nach nur vier Monaten kam sie wieder nach Ungarn zurück. Von 2018 bis 2021 spielte sie erneut auf Leihbasis für Váci NKSE. 2021 wechselte sie zu Siófok KC und spielte hier bis 2023. 2023 musste sich der Verein aus finanziellen Gründen neu aufstellen und Rita Lakatos wechselte zum deutschen Bundesligisten BSV Sachsen Zwickau. Aufgrund anhaltender Schulterprobleme beendete sie nach der Saison 2024/25 ihre Karriere und fungiert seitdem als Co-Trainerin beim BSV Sachsen Zwickau.

### In Auswahlmannschaften
Mit der ungarischen Jugend-Nationalmannschaft gewann sie die Bronze-Medaille bei der U17-Europameisterschaft 2015. Mit den Juniorinnen wurde sie 2018 Weltmeister bei der U20-Weltmeisterschaft. Am 1. Dezember 2018 gab sie ihr Debüt für die A-Nationalmannschaft gegen die Niederlande bei der Europameisterschaft 2018. Mit der ungarischen A-Nationalmannschaft nahm sie an der Europameisterschaft 2018 und 2020 teil.